# Kazimierz Czyżewski (inżynier)
Kazimierz Czyżewski (ur. 3 marca 1921 w Koninie, zm. 29 maja 1982 w Warszawie) – polski inżynier hydrotechnik, projektant zapór i zbiorników wodnych.

## Życiorys
Był synem Włodzimierza, nauczyciela gimnazjalnego. Kształcił się w szkołach powszechnych w Cieszynie i Kaliszu, w 1938 ukończył liceum w Kaliszu. Odbył służbę wojskową w Szkole Podchorążych Rezerwy Artylerii we Włodzimierzu Wołyńskim oraz 7 pułku artylerii ciężkiej w Poznaniu. W 1939 jako podchorąży walczył w szeregach Armii „Poznań”, brał udział w bitwie nad Bzurą. Po zakończeniu regularnych działań wojennych przebywał do lutego 1940 w Kaliszu, następnie razem z rodziną został przesiedlony na Lubelszczyznę, gdzie pracował jako praktykant leśny. Związany z Armią Krajową, dosłużył się stopnia podporucznika; później do kwietnia 1946 służył w Ludowym Wojsku Polskim.
Po demobilizacji osiadł we Wrocławiu, gdzie podjął studia na Wydziale Inżynierii Politechniki Wrocławskiej. W 1950 uzyskał dyplom magistra inżyniera budownictwa wodnego. Studia łączył z pracą w Okręgowej Dyrekcji Dróg Wodnych i Państwowym Kierownictwie Studium ds. drogi wodnej Odra-Dunaj, a od 1951 we wrocławskim oddziale Centralnego Biura Studiów i Projektów Komunikacyjnego (po reorganizacji oddziale Centralnego Biura Studiów i Projektów Budownictwa Wodnego "Hydroprojekt"). Był także starszym asystentem w Katedrze Budownictwa Wodnego Politechniki.
W 1952 przeszedł do centrali biura "Hydroprojekt" w Warszawie. Pracował w zespole przebudowy koryta rzeki Bug (w celu nadania rzece zdolności do żeglugi). Kierował pracownią hydrotechniczną "Hydroprojektu". Projektował głównie zapory wodne i zbiorniki retencyjne dla potrzeb gospodarki wodnej, szczególnie w warunkach górskich. Z kierowaną przez niego pracownią wiązały się projekty zapór i zbiorników na Sole w Tresnej, na Czarnej Przemszy w Przeczycach, na Pilicy w Sulejowie, na Czarnej Staszowskiej w Chańczy koło Staszowa, na Rudzie w Rybniku i inne. Czyżewski był również współautorem projektu zapory i zbiornika wodnego na rzece Tygrys w Amarah (Irak).
Należał do Stowarzyszenia Inżynierów i Techników Wodnych i Melioracyjnych (był również rzeczoznawcą tej organizacji), w latach 1977–1980 pełnił funkcję wiceprzewodniczącego Polskiego Komitetu Naczelnej Organizacji Technicznej ds. Gospodarki Wodnej. Wchodził również w skład Polskiego Komitetu Międzynarodowej Komisji Wielkich Zapór. Był współautorem publikacji Zapory wodne (1973).
Został pochowany na cmentarzu Powązkowskim w Warszawie.